# ميخائيل إتش شنايدر سينيور
ميخائيل إتش شنايدر سينيور (بالإنجليزية: Michael H. Schneider, Sr.) هو قاضي ومحامي أمريكي، ولد في 1943 في سان أنطونيو في الولايات المتحدة.